# Diego “el Mozo” de Montemayor
Diego “el Mozo” de Montemayor Esquivel (* zwischen 1550 und 1560 in Mexiko; † 1611 oder 1612, vermutlich in Monterrey, Mexiko) war ein spanischer Kolonialverwalter, der als Gouverneur der Provinz Nuevo León im Vizekönigreich Neuspanien amtierte.

## Leben
Diego Montemayor war der Sohn des Konquistadors Diego de Montemayor und seiner zweiten Frau María Esquivel. Vermutlich kam er in der Bergbauregion von Zacatecas zur Welt. Als Abgrenzung zu seinem gleichnamigen Vater erhielt er den Beinamen el Mozo (der Junge).
Er siedelte sich zunächst in Llerena in Nueva Galicia an und heiratete dort Elvira Rentería, mit der er die beiden Söhne Diego Fernández und Gregorio Fernández hatte.
Sein Vater wurde 1588 zum Gouverneur von Nuevo León ernannt und gründete 1596 mit einem Treck von Siedlern die Stadt Monterrey. Diego „el Mozo“ folgte ihm und erhielt den Rang eines Generalprokurators sowie umfangreiche Ländereien im Rahmen des Encomienda-Systems.
Nach dem Tode seiner Mutter heiratete sein Vater erneut, seine dritte Frau hieß Juana Porcalla. Diese begann ein Verhältnis mit Alberto del Canto. Diego senior erfuhr von der Affäre, tötete seine Frau und schwor, auch ihren Liebhaber umzubringen. Daraufhin floh er in den unerschlossenen Norden und wurde seiner Ämter enthoben.
Diego junior folgte ihm im Amt des Gouverneurs, starb aber nach kurzer Zeit 1611 oder 1612, vermutlich in der Provinzhauptstadt Monterrey.